# Adolph Hosse
Adolph Hosse, auch Adolf Hosse (* 26. Juli 1875 in Hanau, Hessen-Nassau; † 14. Februar 1958 in Hammelburg, Unterfranken), war ein deutscher Genre- und Pferdemaler sowie Grafiker der Düsseldorfer Schule.

## Leben
Adolph Hosse war der zweitälteste Sohn von Karl Edward Hosse (1838–1923), des Gründers der Hanauer Bijouterie- und Silberwarenfabrik Hosse & Schlingloff. Später wurde er deren Mitinhaber. Wie sein Vater besuchte er nach der Schulausbildung zunächst die Zeichenakademie Hanau. Von 1894 bis 1897 studierte er dann an der Kunstakademie Düsseldorf. Dort war er Schüler von Peter Janssen dem Älteren und Arthur Kampf.
Nach dem Studium ließ er sich in Düsseldorf nieder, wo er am 19. Oktober 1900 Karoline Adele Klara Wülfing (1876–1967) heiratete, die Tochter des Gutsbesitzers und Rentners Hermann Karl Wülfing (1848–1893) und dessen Ehefrau Maria Alwine, geborene Geldmacher (1848–1946). In Düsseldorf gehörte er dem Künstlerverein Malkasten an. Ab 1925 lebte er mit seiner Frau überwiegend in Rothenburg ob der Tauber, wo er sich als Mitglied des Vereins Alt-Rothenburg – zusammen mit Ernst Unbehauen – für die Wiederherstellung historischer Fachwerkfassaden einsetzte.
In der Zeit des Nationalsozialismus war Hosse Mitglied der SA und der Reichskammer der bildenden Künste. Er war u. a. 1942 in Dresden auf der „Kunstausstellung der SA“ und 1938 und 1940 mit zwei Gemälden auf der Großen Deutsche Kunstausstellung in München vertreten. Dabei erwarb Hitler 1938 für 3 000 RM Am Feind. 1939 trat Hosse unter dem Flößernamen Cavallo der Künstlervereinigung Hetzfelder Flößerzunft bei. Zeitweise wohnten Hosse und seine Frau in Würzburg, zuletzt in Hammelburg.